# SWIV
SWIV is een computerspel dat werd uitgegeven door Storm. Het spel kwam in 1991 en 1992 uit voor verschillende homecomputers. Het spel is een actiespel van het type shoot 'em up. Het spel is een verticaal scrollend schietspel. Het speelveld wordt van bovenaf getoond en scrolt van boven naar beneden. De speler kan kiezen tussen een jeep en een helikopter. Alle tegenstanders kunnen worden neergeschoten. Halverwege een level bevindt zich een tussenbaas die bij vernietiging een power-up achterlaat. Het spel kan via het toetsenbord of joystick bestuurd worden.

## Platforms
| Jaar | Platform                                                |
| ---- | ------------------------------------------------------- |
| 1991 | Amiga, Amstrad CPC, Atari ST, Commodore 64, ZX Spectrum |
| 1992 | Acorn 32-bit                                            |

## Ontvangst
| Beoordeeld door                | Platform     | Datum        | Score |
| ------------------------------ | ------------ | ------------ | ----- |
| Top Secret                     | Amiga        | januari 1993 | 100%  |
| The One                        | Amiga        | maart 1991   | 93%   |
| Amiga Action                   | Amiga        | mei 1991     | 91%   |
| Computer and Video Games (CVG) | Commodore 64 | april 1991   | 90%   |
| Amiga Joker                    | Amiga        | april 1991   | 86%   |
| Zzap!                          | Amiga        | april 1991   | 83%   |
| Amiga Power                    | Amiga        | mei 1991     | 83%   |
| 64'er                          | Commodore 64 | juni 1991    | 80%   |
| ST Format                      | Atari ST     | mei 1991     | 78%   |
| Power Play                     | Amiga        | mei 1991     | 70%   |

## Vervolgen
- In 1992 werd het spel Super SWIV uitgegeven voor de SNES.
- In 1994 werd het spel Mega SWIV voor de Sega Mega Drive.
- Ook kwam er in 1996 een versie voor de PC onder de naam SWIV 3D.